# LG Optimus Vu
LG Optimus Vu (также известный как LG Intuition на Verizon) — гибрид Android-смартфона и планшетного компьютера («фаблет»), выпущенный в августе 2012 года и известный своим соотношением сторон 4:3 и размером экрана 5,0 дюймов — между обычными смартфонами и более крупными. таблетки. Он оснащен четырехъядерным процессором Nvidia Tegra 3 с тактовой частотой 1,5 ГГц и графическим процессором Nvidia ULP GeForce. Корейская версия телефона, известная как LG Optimus Vu F100S, была выпущена в марте 2012 года с двухъядерным процессором Qualcomm MSM 8660 Snapdragon 1,5 ГГц и графическим процессором Adreno 220, а также с Android 2.3.5 Gingerbread. С тех пор корейская модель получила обновления до Android 4.0.4 Ice Cream Sandwich и Android 4.1.2 Jelly Bean.